# Aéroport de Brønnøysund, Brønnøy
L'aéroport de Brønnysund, Brønnøy ( norvégien : Brønnøysund lufthavn, Brønnøy  ; code IATA : BNN • code OACI : ENBN       ) est un aéroport régional situé dans la ville de Brønnøysund, dans la municipalité de Brønnøy, comté du Nordland, en Norvège. L’aéroport appartient à l’Etat, Avinor, qui dessert le sud du Helgeland. Il mesure 1 200 × 30 m avec une piste numérotée 04–22 , et desservie par Widerøe, qui exploite son avion Bombardier Dash 8 à Oslo, Trondheim, Bodø, Bergen et d’autres aéroports du Helgeland.  
L'aéroport assure également des vols en hélicoptère au large des côtes par CHC Helikopter Service vers Norne et des plates-formes pétrolières temporaires dans la mer de Norvège. En 2014, l'aéroport a accueilli 117 471 passagers, ce qui en fait le deuxième aéroport régional en Norvège après l'aéroport de Florø . 

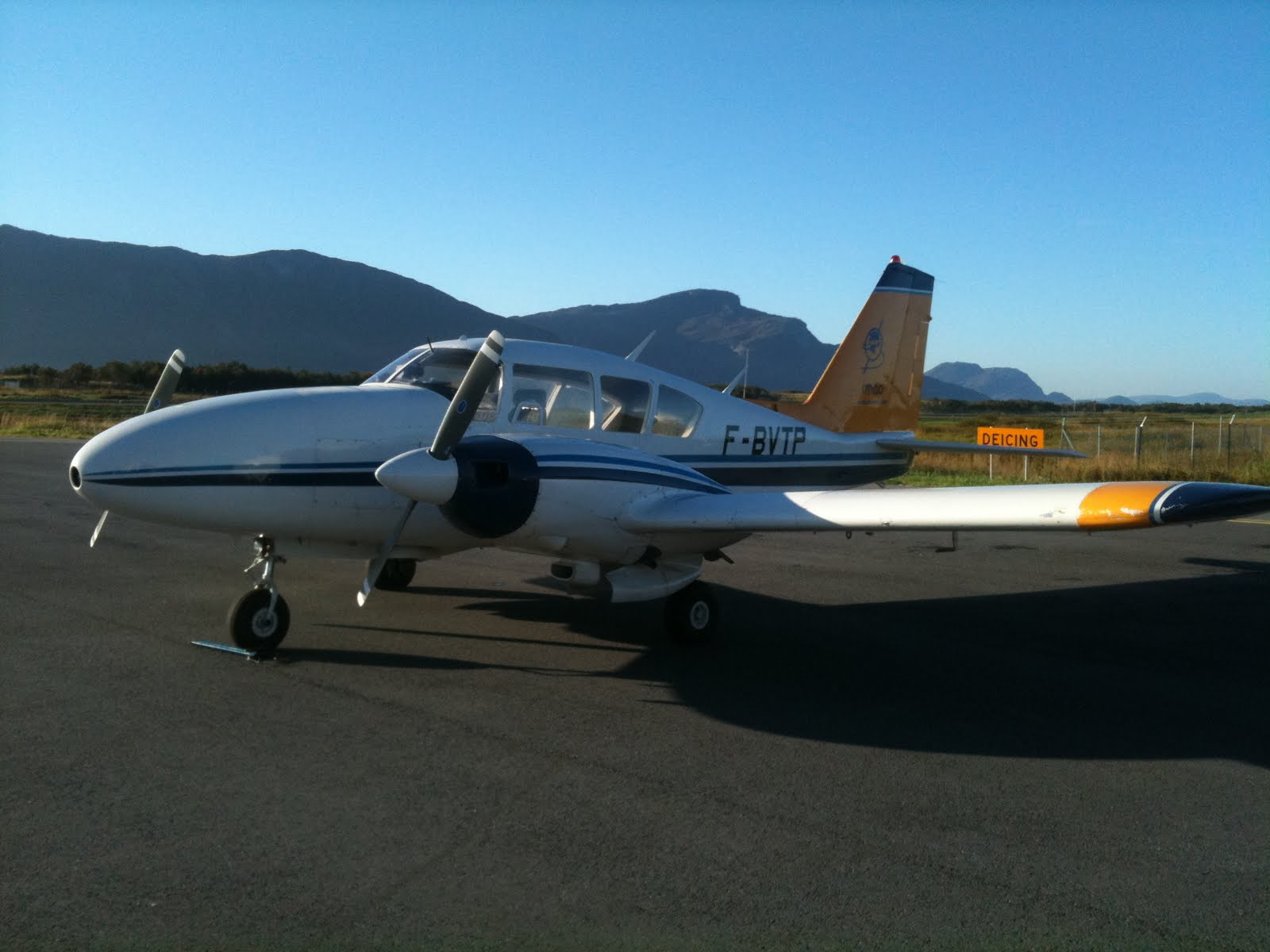
Piper PA-23 sur l'aéroport

## Situation
Carte des principaux aéroports de Norvège (en 2019)
Le Svalbard n'est pas ici en coordonnées géographiques exactes.
| Oslo-Gardermoen Bergen Stavanger Trondheim Tromsø Bodø Sandefjord Moss Kristiansand Ålesund Haugesund Harstad/Narvik Molde Kristiansund Alta Kirkenes Bardufoss Florø Hammerfest Svalbard Plus de 10 millions Plus de 5 millions Plus de 1 million Plus de 0,4 million Moins de 0,4 million Fermé |

## Statistiques
Pour des raisons techniques, il est temporairement impossible d'afficher le graphique qui aurait dû être présenté ici.

Voir la requête brute et les sources sur Wikidata.

## Compagnies aériennes et destinations

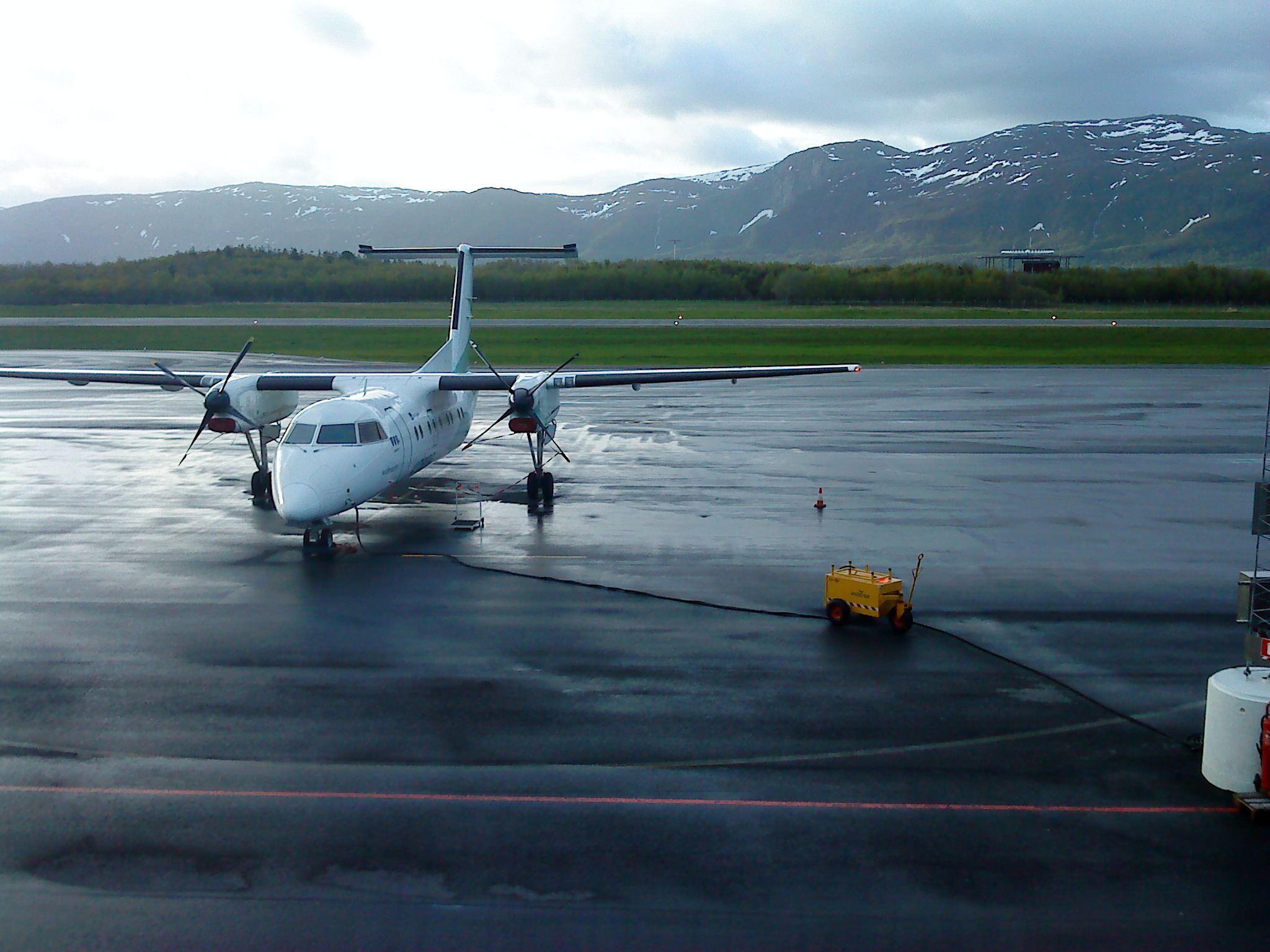
Widerøe effectue tous ses vols réguliers au départ de Brønnøysund, ici avec un Dash 8-100

| Compagnies             | Destinations                                                                                      |
| ---------------------- | ------------------------------------------------------------------------------------------------- |
| Bristow Helicopters    | Skarv                                                                                             |
| CHC Helikopter Service | Norne                                                                                             |
| Widerøe                | Bergen, Bodø, Oslo-Gardermoen, Mo i Rana-Røssvoll (no), Rørvik (en), Sandnessjøen (en), Trondheim |

Édité le 15/07/2019